# Octastyl

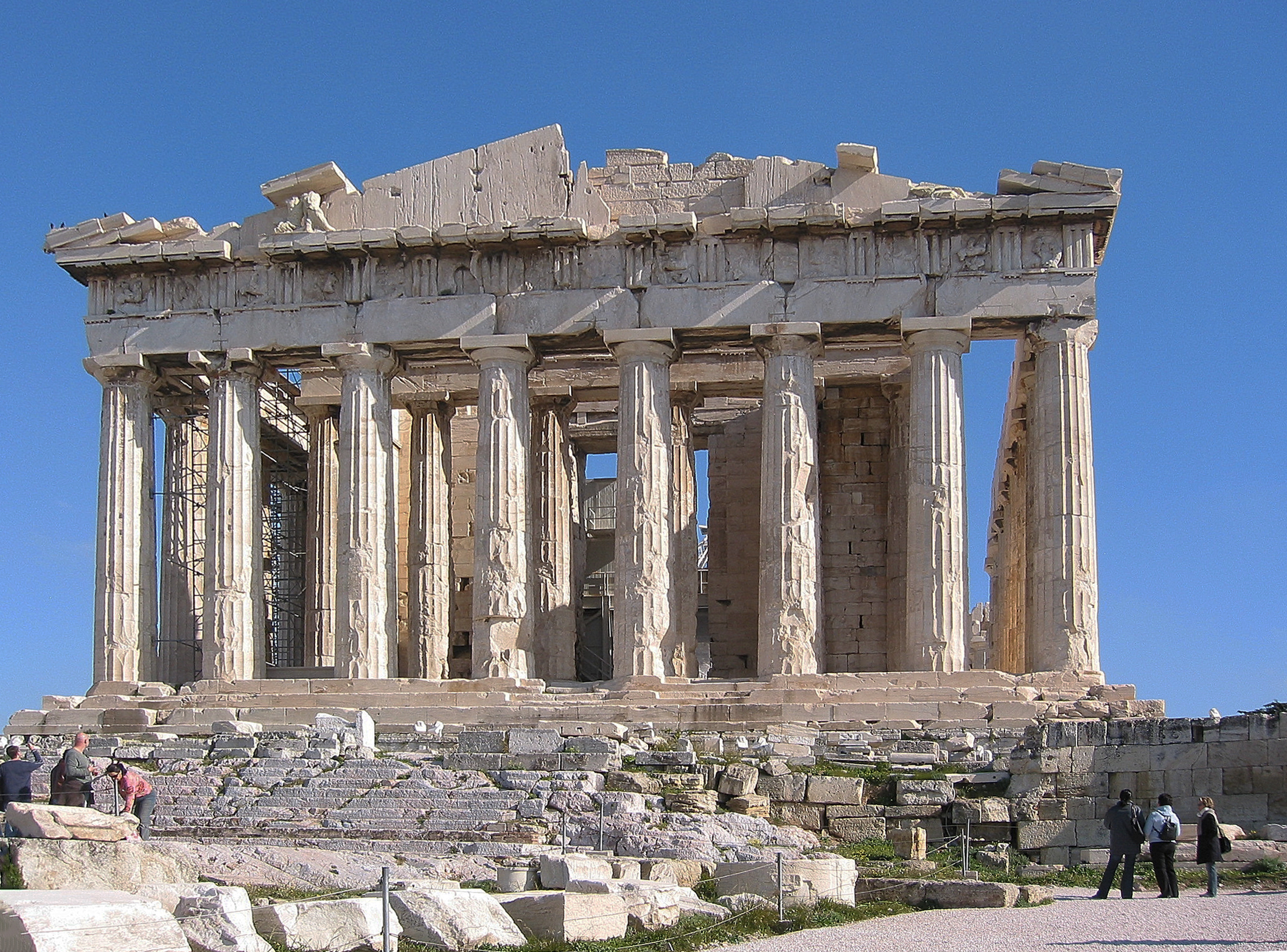
Exempel på ett octastylt tempel: Parthenon.

Octastyl är en portik eller annan konstruktion med åtta frontala kolonner.